# 御霊神社 (葉山町)
御霊神社（ごりょうじんじゃ）は、神奈川県三浦郡葉山町にある神社。旧社格は村社。
神社には忠魂碑があり、砲弾がおいてある（揮毫は東郷平八郎）。

## 祭神
- 大己貴命 （おおなむちのみこと）
- 御霊命 （みたまのみこと）

## 由緒
鎌倉時代に長江太郎義景が主君三浦大介の指示で藤沢市宮前の御霊神社を勧請して、鎌倉景正の御霊を祀ったといわれている。

## 所在地・交通
- 神奈川県三浦郡葉山町長柄662番地
- 京浜急行バス 長柄交差点より徒歩約10分

## 関連文献
- 「衣笠庄 長柄村 御霊社」『大日本地誌大系』 第40巻新編相模国風土記稿5巻之109村里部三浦郡巻之3、雄山閣、1932年8月。NDLJP:1179240/120。